# Croissant
Un croissant (pronunție în franceză [kʁwa.sɑ̃] ⓘ) sau croasant este un produs de patiserie franțuzesc în formă de semilună, realizat din foitaj. În secolul al XX-lea, odată cu creșterea în popularitate a cafenelelor și patiseriilor, croissantul a devenit o parte esențială a micului dejun franțuzesc. În prezent, producția și consumul sunt răspândite în întreaga lume. Există mai multe variante, precum pain au chocolat – un produs asemănător croissantului, dar de formă dreptunghiulară și umplut cu ciocolată. De asemenea, croissantul este servit și cu diverse alte umpluturi, de pildă sub formă de sendviș cu șuncă și cașcaval.

## Istoric
Originea croissantului are la bază cornul austriac numit kipferl. La sfârșitul anilor 1830, un ofițer austriac de artilerie numit August Zang, a înființat o brutărie în Paris unde era servit acest tip de corn. Astfel, devenind popular, produsul austriac i-a inspirat pe brutarii francezi să îmbunătățească rețeta. Prima rețetă de croissant a fost documentată în anul 1915 în Franța și îi aparține brutarului francez Sylvain Claudius Goy, care a folosit tehnica de laminare a aluatului, care presupune împăturirea untului în interiorul aluatului pentru a obține straturi subțiri și sfărâmicioase după coacere.